# جلوبال تريد دوت نت
تديره FITA Online "فيتا أون-لاين"، وهو قسم الخدمات عبر الإنترنت التابع لاتحاد جمعيّات التجارة الدوليّة (فيتا)، بالتعاون مع شركائها، موقع جلوبال تريد دوت نت عبر الإنترنت: مصلحة التجارة الأميركيّة، والشركة البريطانيّة للتجارة والاستثمار، وThomasNet، وAlibaba.com، وKompass وغيرها من المنظمات الشريكة.
ويُعتبر جلوبال تريد دوت نت خدمة لتقديم موارد للمعرفة، حيث يقوم خبراء التجارة العالميّة بنشر مقالاتهم عليه؛ ثم يقوم فريق تحريرٍخاصّ بالتدقيق في المحتوى. ويحتوى الموقع على تحليلات خبراء في التجارة الدوليّة، واستطلاعات السوق، والنصائح، والتقارير الحكوميّة، وملفات بيانات الدول، ووجهات نظر الخبراء، والندوات على الإنترنت، والأخبار، وأفلام الفيديو التدريبيّة والعروض. وبضمّ جلوبال تريد دوت نت، بالإضافة إلى نشر المحتوى المُتخصّص، قاعدة بيانات مجانيّة لمُزوّدي خدمات التجارة العالميّة المُفيدة لكلٍ من المُصدّرين والمُستوردين. ونجد، بين مُزوّدي خدمات التجارة العالميّة المذكورين، مُستشاري تسويق دوليّين، وشركات تمويل تجاري، ومصارف، وشاحني بضائع، وشركات مُراقبة الجودة، ومحامين، ومحاسبين، ووسطاء جمارك، ومُدرّبين في مجال التجارة الدوليّة، ووكلاء تأمين للعمليّات الدوليّة. ويسمح موقع جلوبال تريد دوت نت لمُزوّدي خدمات التجارة الدوليّين بخلق ملفات بيانات شخصيّة، وتسهيل الاتصال بسوق التجارة العالمي. تمّ إطلاق جلوبال تريد دوت نت في 15 نوفمبر/تشرين الثاني 2010.

## مُنظمات الاستيراد والتصدير الشريكة
- TABID (المجلس التركي الأميركي لتحسين الأعمال والتنمية American Business Improvement & Development Council)
- ELAN (شبكة المساعدة القانونيّة للشحنExport Legal Assistance Network)
- NASBITE International (الجمعيّة الوطنيّة لمُدرّبي التجارة الدوليّة على الأعمال الصغيرة National Association of Small Business International Trade Educators)
- OWIT (منظمة النساء في التجارة الدوليّة Organization of Women in International Trade)
- NEXCO (الجمعيّة الوطنيّة لشركات التصدير National Association of Export Companies)
- VITA (جمعيّة الوادي للتجارة الدوليّة Valley International Trade Association)
- مركز التجارة الدولي لنيو أورليانز World Trade Center of New Orleans
- FITT (منتدى التدريب على التجارة الدوليّة Forum for International Trade Training)

## كيفية الاستيراد والتصدير
يمكن للمهنيّين استخدام GlobalTrade.net لإيجاد مُزوّدي خدمات التجارة العالميّة بالإضافة إلى معلومات مهمّة. وتتضمّن فئات مُزوّدي الخدمات مؤسّسات الدعم القانوني والتجاري، النقل واللوجستيّة، الضرائب والمُحاسبة، التسويق والاتصالات، المبيعات والتوزيع، وخدمات السفر. وينشر GlobalTrade.net تقارير دوليّة صادرة عن مصلحة التجارة الأميركيّة United States Commercial Service، ومصلحة الزراعة الخارجيّة Foreign Agricultural Service التابعة لوزارة الزراعة الأميركيّة، ومصلحة الزراعة والأغذية الزراعيّة الكنديّة Agriculture and Agri-food Canada، والشركة البريطانيّة للتجارة والاستثمار UK Trade & Investment بالإضافة إلى منظمات شريكة أخرى. كما كوّنت FITA شراكاتٍ مع العديد من مؤسّسات عالميّة لتعليم الإدارة على غرار الأكاديميّة الأوروبيّة الدوليّة للأعمال European International Business Academy. لقد تمّ تصميم نشر تقارير صادرة عن هذه المؤسّسات لتسهيل تصدير الفرص للشركات. وهم يقدّمون أيضاً استطلاعات سوق بحسب البلد وتوصيات لمقاربة كل سوق تجارة عالمي على حدة.

## شركات الاستيراد والتصدير
بإمكان أيّ مُزوّد لخدمات التجارة العالميّة خلق ملف معلومات شخصي والانضمام إلى قاعدة المعلومات الشاملة. ويمكن للمهنيّين اختيار خبراء أمثال مُستشاري تسويق دوليّين، وشركات تمويل تجاري، ومصارف، وشاحني بضائع، وشركات مُراقبة الجودة، ومحامين، ومحاسبين، ووسطاء جمارك، ومُدرّبين في مجال التجارة الدوليّة، ووكلاء تأمين للعمليّات الدوليّة.

## مواقع تجارية
كما تقدّم المؤسّسات خدمات دينامكيّة للتعاملات التجاريّة فيما بين المؤسّسات التجاريّة، تغطي العديد من الفئات، أمثال Campanéo and Quotatis (العاملة في فرنسا وبلدان أوروبيّة مختارة)، BuyerZone (الولايات المتحدة الأميركيّة) وQuinStreet (الولايات الأميركيّة المتحدة). وعلى الرغم من وجود جميع هذه الأسواق، فما تزال المبادرات تقدّم محليّاً فقط. وعلى الرغم من كون Campanéo and Quotatis ناشطون في العديد من الدول الأوروبيّة، فهي تعمل من خلال موقعٍ واحد فقط لكل بلد. وتعتبر خدمة التعاملات التجاريّة فيما بين المؤسّسات التجاريّة، بشكلٍ أساسيّ، سوقاً متخصّصاً مع كون GlobalTrade.net حاليّاً السوق الوحيج عبر الإنترنت الذي يصل مُزوّدي الخدمات وشركات التجارة حول العالم.
وقد وقّع جلوبال تريد دوت نت أيضاً اتفاقيّات شراكة مع ثلاثة من أكبر أسواق التعاملات تجاريّة فيما بين المؤسّسات التجاريّة: Alibaba.com، Kompass وThomasNet: وهي تحتل المراتب الأولى، والثالثة عشر والثامنة عشر عالميّاً، على التوالي، وفقاً لترتيب brigdat.com (تشرين الثاني/نوفمبر 2010).

## وصلات خارجية
- http://www.globaltrade.net نسخة محفوظة 24 فبراير 2018 على موقع واي باك مشين.
- http://www.fita.org نسخة محفوظة 27 يونيو 2018 على موقع واي باك مشين.